# سارة مينيزس
سارة مينيزس (بالإنجليزية: Sarah Menezes) (و. 1990  م) هي لاعب جودو برازيلية، ولدت في تيريسينا، شاركت في الألعاب الأولمبية الصيفية 2012، والجودو في الألعاب الأولمبية الصيفية 2016، والألعاب الأولمبية الصيفية 2008، وجودو في الألعاب الأولمبية الصيفية 2012 – سيدات 48 كجم ‏.

## روابط خارجية
- سارة مينيزس على موقع الفيدرالية الدولية للجودو (الإنجليزية)
- سارة مينيزس على موقع JudoInside.com (الإنجليزية)
- سارة مينيزس على موقع AllJudo.net (الفرنسية)
- سارة مينيزس على موقع اللجنة الأولمبية الدولية (الإنجليزية)
- سارة مينيزس على موقع أوليمبيديا (الإنجليزية)
- سارة مينيزس على موقع اللجنة الأولمبية البرازيلية (البرتغالية)